# Istorija Brazila
Istorija Brazila počinje sa autohtonim narodima Brazila. Evropljani su stigli u Brazil na početku 16. veka. Prvi Evropljanin koji je uspostavio suverenitet nad domorodačkim zemljama koje su deo onoga što je sada teritorija Federativne Republike Brazil na kontinentu Južne Amerike bio je Pedro Alvares Kabral (c. 1467/1468 - c. 1520) dana 22. aprila 1500. godine pod pokroviteljstvom Kraljevine Portugalije. Brazil je od 16. do početka 19. veka bio kolonija i deo Portugalskog carstva. Zemlja se proširila na jug duž obale i na zapad duž Amazona i drugih unutrašnjih reka od prvobitnih 15 kolonija donatorskih kapetanija uspostavljenih na severoistočnoj obali Atlantika istočno od Tordesiljske linije iz 1494. (približno 46. meridijana zapadno), koja je razdvajala portugalsko područje na istoku od španskog domena na zapadu, iako je Brazil tokom jednog perioda bio kolonija Španije. Granice zemlje su finalizovane tek početkom 20. veka.
Dana 7. septembra 1822. zemlja je proglasila nezavisnost od Portugalije i postala carstvo Brazila. Vojnim udarom 1889. osnovana je Prva brazilska republika. Zemlja je doživela dva perioda diktature: prvi tokom Vargasove ere (1930–1934 i 1937–1945) i drugi tokom vojne vladavine (1964–1985) pod brazilskom vojnom vladom.

## Prekolonijalna istorija
Neki od najranijih ljudskih ostataka pronađeni u Americi, kao što je Luzijska žena, pronađena u oblasti Pedro Leopoldo u Minas Žeraisu, i pružaju dokaze o ljudskoj habitaciji od pre najmanje 11.000 godina.
Kada su portugalski istraživači stigli u Brazil, region je bio naseljen stotinama različitih tipova domorodačkih plemena, „najstarija sa tradicijom od najmanje 10.000 godina u planinama Minas Žerais”. Određivanje porekla prvih stanovnika, koje su Portugalci nazvali „Indijancima” (índios), još je pitanje spora među arheolozima. Najstarija keramika koja je ikada pronađena u zapadnoj hemisferi, radiougljenično datirana na pre 8000 godina, iskopana je u slivu Amazona u Brazilu, u blizini Santarema, i pruža dokaze da tropska šumska regija nije bila previše siromašna resursima da bi podržala složene praistorijske kulture. Trenutno najšire prihvaćeno mišljenje antropologa, lingvista i genetičara je da su rana plemena bila deo prvog talasa lovaca migranata koji su u Ameriku stigli iz Azije, bilo kopnom, preko Beringovog tjesnaca, ili obalskim morskim putevima duž Tihog okeana, ili oba.
Andi i planinski lanci severnog dela Južne Amerike stvorili su prilično oštru kulturnu granicu između naseljenih agrarnih civilizacija zapadne obale i polunomadskih plemena na istoku, koja nikada nisu razvila pisane zapise ili trajnu monumentalnu arhitekturu. Iz tog razloga, o istoriji Brazila se ne zna mnogo pre 1500. godine. Arheološki ostaci (uglavnom keramike) ukazuju na složen obrazac regionalnog kulturnog razvoja, unutrašnjih migracija i povremeno velikih federacija nalik na državu.
U vreme evropskog otkrića, teritorija današnjeg Brazila imala je čak 2.000 plemena. Autohtoni narodi su tradicionalno uglavnom bili polunomadska plemena koja su živela od lova, ribolova, sakupljanja i migrantske poljoprivrede. Kada su Portugalci stigli 1500. godine, domoroci su živeli uglavnom na obali i duž obala velikih reka.
Plemensko ratovanje, kanibalizam i potraga za brazilskim drvetom zbog njegove cenjene crvene boje uverili su Portugalce da trebaju da pokrste domoroce. Međutim Portugalci su, poput Španaca u svojim južnoameričkim posedima, sa sobom su doneli bolesti, protiv kojih su mnogi urođenici bili nemoćni zbog nedostatka imuniteta. velike i male boginje, tuberkuloza, gonoreja i grip ubili su desetine hiljada domorodačkih ljudi. Bolesti su se brzo proširile autohtonim trgovinskim putevima, i cela plemena su verovatno bila uništena, a da nikada nisu došla u direktan kontakt sa Evropljanima.

## Literatura
- Alden, Dauril (1968). Royal Government in Colonial Brazil. Berkeley and Los Angeles: University of California Press.
- Barman, Roderick J (1988). Brazil The Forging of a Nation, 1798–1852.
- Bethell, Leslie (7. 5. 1987). Colonial Brazil. Cambridge University Press. ISBN 0521349257.. (Cambridge History of Latin America) (1987)
- Bethell, Leslie, ур. (1989). Brazil: Empire and Republic 1822–1930.
- Boxer, Charles R (1963). The Portuguese Seaborne Empire, 1415–1825.
- Boxer, Charles R (1962). The Golden Age of Brazil, 1695–1750. University of California Press. ISBN 978-0-520-01550-0.
- Braudel, Fernand, The Perspective of the World, Vol. III of Civilization and Capitalism, 1984, pp. 232–35.
- Burns, E. Bradford (1993). A History of Brazil. Columbia University Press. ISBN 0231079559.
- Burns, E. Bradford. (1966). The Unwritten Alliance: Rio Branco and Brazilian-American Relations.. New York: Columbia University Press
- Dean, Warren (1976). Rio Claro: A Brazilian Plantation System, 1820–1920. Stanford: Stanford University Press.
- Dean, Warren (1995). With Broad Axe and Firebrand: The Destruction of the Brazilian Atlantic Forest. Berkeley and Los Angeles: University of California Press.
- Eakin, Marshall. (1998). Brazil: The Once and Future Country (2nd изд.). ISBN 978-0-312-16200-9.. an interpretive synthesis of Brazil's history.
- Fausto, Boris, and Arthur Brakel (2014). A Concise History of Brazil (2nd изд.). Cambridge Concise Histories. ISBN 978-0521563321.
- Garfield, Seth (2013). In Search of the Amazon: Brazil, the United States, and the Nature of a Region. Durham: Duke University Press.
- Goertzel, Ted and Paulo Roberto Almeida. The Drama of Brazilian Politics from Dom João to Marina Silva. ISBN 978-1-4951-2981-0.. Amazon Digital Services. .
- Graham, Richard (2010). Feeding the City: From Street Market to Liberal Reform in Salvador, Brazil. Austin: University of Texas Press.
- Graham, Richard (1968). Britain and the Onset of Modernization in Brazil, 1850–1914.. New York: Cambridge University Press
- Hahner, June E (1990). Emancipating the Female Sex: The Struggle for Women's Rights in Brazil.
- Hilton, Stanley E (1975). Brazil and the Great Powers, 1930–1939.. Austin: University of Texas Press
- Kerr, Gordon (2014). A Short History of Brazil: From Pre-Colonial Peoples to Modern Economic Miracle. ISBN 978-1-84344-196-0.
- Leff, Nathaniel (1982). „Underdevelopment and Development in Nineteenth-Century Brazil”. Allen and Unwin..
- Lesser, Jeffrey (2013). Immigration, Ethnicity, and National Identity in Brazil, 1808–Present. Cambridge UP.. 208 pp.
- Levine, Robert M. (15. 10. 2003). The History of Brazil. Palgrave Macmillan. ISBN 978-1403962553.
- Levine, Robert M. and John Crocitti, ур. (1999). The Brazil Reader: History, Culture, Politics. Duke University Press. ISBN 0822322900.
- Levine, Robert M. (1979). Historical dictionary of Brazil. Scarecrow Press. ISBN 9780810811782.
- Lewin, Linda (1987). Politics and Parentela in Paraíba: A Case Study of Family Based Oligarchy in Brazil.. Princeton: Princeton University Press
- Lewin, Linda (2003). Surprise Heirs I: Illegitimacy, Patrimonial Rights, and Legal Nationalism in Luso-Brazilian Inheritance, 1750–1821.. Stanford: Stanford University Press
- Lewin, Linda (2003). Surprise Heirs II: Illegitimacy, Inheritance Rights, and Public Power in the Formation of Imperial Brazil, 1822–1889.. Stanford: Stanford University Press
- Love, Joseph L (1971). Rio Grande do Sul and Brazilian Regionalism, 1882–1930.. Stanford: Stanford University Press
- Luna Vidal, Francisco, and Herbert S. Klein (2014). The Economic and Social History of Brazil since 1889. Cambridge University Press.. 439 pp. online review
- Marx, Anthony (1998). Making Race and Nation: A Comparison of the United States, South Africa, and Brazil. Cambridge University Press.
- McCann, Bryan (2004). Hello, Hello Brazil: Popular Music in the Making of Modern Brazil. Durham: Duke University Press.
- McCann, Frank D. Jr. The Brazilian-American Alliance, 1937–1945. Princeton: Princeton University Press 1973.
- Metcalf, Alida (1992). Family and Frontier in Colonial Brazil: Santana de Parnaiba, 1580–1822.. Berkeley and Los Angeles: University of California Press
- Myscofski, Carole A. (2013). Amazons, Wives, Nuns, and Witches: Women and the Catholic Church in Colonial Brazil, 1500–1822. University of Texas Press. ISBN 978-0-292-74853-8.. 308 pages; a study of women's religious lives in colonial Brazil & examines the gender ideals upheld by Jesuit missionaries, church officials, and Portuguese inquisitors.
- Russell-Wood, A.J.R. Fidalgos and Philanthropists: The Santa casa de Misericordia of Bahia, 1550–1755. Berkeley and Los Angeles: University of California Press 1968.
- Schneider, Ronald M (1991). "Order and Progress": A Political History of Brazil.
- Schwartz, Stuart B (1985). Sugar Plantations in the Formation of Brazilian Society: Bahia 1550–1835.. New York: Cambridge University Press
- Schwartz, Stuart B (1973). Sovereignty and Society in Colonial Brazil: The High Court and its Judges 1609–1751.. Berkeley and Los Angeles: University of California Press
- Skidmore, Thomas (1974). Black into White: Race and Nationality in Brazilian Thought. New York: Oxford University Press. ISBN 978-0-19-501776-2.
- Skidmore, Thomas (2009). Brazil: Five Centuries of Change (2nd изд.). Oxford University Press. ISBN 978-0195374551.
- Skidmore, Thomas (1986). Politics in Brazil, 1930–1964: An experiment in democracy. Oxford University Press. ISBN 0195332695.
- Smith, Joseph (2014). A history of Brazil. Routledge.
- Stein, Stanley J (1957). Vassouras: A Brazilian Coffee Country, 1850–1900.. Cambridge: Harvard University Press
- Van Groesen, Michiel., ур. (2014). The Legacy of Dutch Brazil..
- Van Groesen, Michiel. "Amsterdam's Atlantic: Print Culture and the Making of Dutch Brazil". Philadelphia: University of Pennsylvania Press, 2017.
- Wirth, John D (1977). Minas Gerais in the Brazilian Federation: 1889–1937.. Stanford: Stanford University Press
- Wirth, John D (1970). The Politics of Brazilian Development, 1930–1954.. Stanford: Stanford University Press 1970.

### Istoriografija
- de Almeida, Carla Maria Carvalho, and Jurandir Malerba (2015). „Rediscovering Portuguese America: Internal Dynamics and New Social Actors in the Historiography of Colonial Brazil: a Tribute to Ciro Flamarion Cardoso.”. Storia della Storiografia. 1: 87—100.
- „Historein”. 17 (1). 2018. (issue dedicated on "Brazilian Historiography: Memory, Time and Knowledge in the Writing of History").
- Perez, Carlos (1999). „Brazil”.  Ур.: Kelly Boyd. Encyclopedia of Historians and Historical Writing. 1. стр. 115—22.
- Skidmore, Thomas E. (1975). „The Historiography of Brazil, 1889-1964: Part I”. The Hispanic American Historical Review. 55 (4): 716—748. JSTOR 2511951. doi:10.2307/2511951.
- Stein, Stanley J. (1960). „The Historiography of Brazil 1808-1889”. The Hispanic American Historical Review. 40 (2): 234—278. JSTOR 2510025. doi:10.2307/2510025.

### Na portugalskom
- Abreu, Capistrano de. Capítulos de História Colonial.. Capítulos de História Colonial in Portuguese
- Calógeras, João Pandiá. Formação Histórica do Brasil. Formação Histórica do Brasil in Portuguese
- Furtado, Celso. „Formação econômica do Brasil” (PDF). Архивирано из оригинала (PDF) 26. 01. 2021. г. Приступљено 11. 12. 2019..
- Prado Junior, Caio. „História econômica do Brasil” (PDF). Архивирано из оригинала (PDF) 30. 08. 2021. г. Приступљено 11. 12. 2019..

## Spoljašnje veze
- Latin American Network Information Center. „Brazil: History”. USA: University of Texas at Austin.
- -{{{cite web|author= |title=– Online supplement to the textbook Brazil: Five Centuries of Change by Thomas Skidmore.}-
- „Indigenous people Issues and Resources: Brazil”. indigenouspeoplesissues.com. Архивирано из оригинала 17. 12. 2014. г.
- „"Tribes" of Brazil”. www.balagan.org.uk. Архивирано из оригинала 15. 5. 2013. г.